# Тернопільська військова область ЗУНР
Тернопільська військова область ЗУНР — одна з трьох військово-адміністративних одиниць ЗУНР. Центр — місто Тернопіль. Створена згідно з адміністративним поділом країни розпорядженням від 13 листопада 1918 року. Включала Тернопільську, Бережанську, Золочівську, Чортківську військові округи ЗУНР.
До військових округ входили військові повіти:
Тернопільська ВО
1. Тернопільський
2. Збаразький
3. Скалатський
4. Теребовлянський

Золочівська ВО
1. Золочівський
2. Радехівський
3. Камінка-Струмиловський
4. Бродівський
5. Зборівський

Командант — полковник Гнат Стефанів.
Чортківська ВО
1. Чортківський
2. Бучацький
3. Гусятинський
4. Борщівський
5. Заліщицький

Бережанська ВО
1. Бережанський
2. Бібрський
3. Перемишлянський
4. Рогатинський
5. Підгаєцький